# Baia dell'Anabar
La baia dell'Anabar (in russo Анаба́рская губа́?, Anabarskij guba) è un'insenatura lungo la costa settentrionale russa, nella repubblica di Sacha-Jacuzia, amministrata dall'Anabarskij ulus. È situata nella parte sud-occidentale del mare di Laptev.

## Geografia
La baia si apre verso nord nella parte meridionale del golfo dell'Anabar. Ha una lunghezza di circa 24 km e una larghezza di 5–7 km. La profondità massima è di 12 m, anche se la parte meridionale è caratterizzata da numerose secche.
Nella baia sfocia il fiume Anabar che le dà il nome. Altri fiumi che vi sfociano sono l'Uėle (река Уэле), il Gurimiskaj (река Гуримискай), la Suolema (река Суолема), l'Allara-Sala (река Аллара-Сала) e il Džjamalach (река Джямалах).
Alla foce dell'Uėle si trova l'isola Arangastach (остров Арангастах), mentre più a sud si trova la piccola isola Kalanča (остров Каланча).
Le rive orientali sono mediamente più alte di quelle occidentali, dove in alcuni punti superano i 50 m di altezza.